# Internationale racingfarver (motorsport)
 Der er for få eller ingen kildehenvisninger i denne artikel, hvilket er et problem. Du kan hjælpe ved at angive troværdige kilder til de påstande, som fremføres i artiklen.

Fra begyndelsen af organiserede motorsportsbegivenheder, i begyndelsen af 1900'erne, indtil slutningen af 1960'erne, inden kommercielle sponsorater blev almindeligt anvendt, blev biler i internationale motorsport konkurrencer malet i standardiserede racingfarver, der angav oprindelseslandet for bilen eller føreren. Disse var ofte ret forskellige fra de nationale farver, der blev brugt i andre sportsgrene eller i politik.

## Historie

### 1900'erne
Farverne har deres oprindelse i de nationale hold, der konkurrerede i Gordon Bennett Cup, som blev afholdt årligt i 1900-1905. Grev Eliot Zborowski, far til mellemkrigs motorsportslegenden Louis Zborowski, foreslog, at de nationale deltagere tildeles forskellige farver. I den første Gordon Bennett Cup i 1900 blev følgende farver tildelt: Blå til Frankrig, Gul til Belgien, Hvid til Tyskland og rød til De Forenede Stater. Italien benyttede ikke den berømte 'Rosso Corsa', før en rød Fiat vandt Frankrigs Grand Prix i 1907.
Da Storbritannien først deltog i løbet i 1902, måtte de vælge en anden farve end dets nationale farver i rød, hvid og blå, da disse allerede var tildelt. Selwyn Edges vindende Napier i 1902 blev malet olivengrøn, og grøn var allerede brugt som en passende farve til lokomotiver og maskiner, hvor Storbritannien havde været førende i verden i løbet af det forrige århundrede. Da Storbritannien var vært for Gordon Bennett Cup 1903 året efter, på en lukket bane i Athy i Irland, valgte briterne 'Shamrock green', som senere udviklede sig til forskellige nuancer af ' Britisk Racing Green '.

### 1920'erne - 1960'erne
Farverne blev videreført i mellemkrigstiden i Grand Prix-motorsport og AiACr (forløberen for FIA) havde lister over farverne. De franske Bugatti'er malet i Bleu de France og italienske Alfa Romeo'er, malet i Rosso Corsa vandt mange løb, mens de britiske Bentleyer, malet i British Racing Green dominerede Le Mans Grand Prix d'Endurance indtil 1930.
I 1930'erne anvendte Mercedes-Benz og Auto Union holdene ikke den traditionelle tyske hvide maling, og deres blanke metalplader gav anledning til udtrykket 'Sølvpilene'. En myte kom frem i 1930'erne om, at Mercedes ikke anvendte maling på grund af behovet for at være under den maksimale vægtgrænse på 750 kg, dog konkurrerede de første 'Sølvpile' i 1932, inden vægtgrænsen blev indført i 1934. Datidens moderne flydesign brugte allerede polerede og umalede aluminiumspaneler i denne periode, og det velhavende motorsportsmiljø ville også have været klar over, at hvid og sølv i Heraldik er den samme farve eller 'tinktur', beskrevet som 'Argent'. På lignende måde kaldes gul og guld begge 'Or'.
Efterkrigsfarverne blev defineret med hensyn til karosseri, motorhjelm, chassis, nummer og deres baggrunde (se diagrammer nedenfor). Da designet af racerbilerne på et tidspunkt ikke længere var synligt, blev chassisfarven vist på forskellige måder, f.eks. de parallelle blå striber fra Cunningham-teamet og andre amerikanske hold i 1950'erne. Porsche i 1950'erne og 1960'erne bevarede også sølvfarven, selvom andre tyske hold i 1960'erne (som BMW) vendte tilbage til den hvide maling.
I denne periode blev farven ikke bestemt af det land, hvor bilen blev fremstillet, og heller ikke af førerens nationalitet, men af det hold, som racerbilen repræsenterede, f.eks. kørte Stirling Moss tre løb i løbet af 1954-sæsonen i en britisk racinggrøn Maserati 250F, fordi den italienske bil blev tilmeldt af de britiske hold Equipe Moss og AEMoss . Denne generelle regel blev imidlertid ikke strengt opretholdt. For eksempel brugte Australske Jack Brabham og New Zealandske Bruce McLaren, som begge baserede og licenserede deres hold i Storbritannien, farveskemaer på deres tidlige biler, der ikke var baseret på nationale farvetemaer (nemlig Brabham BT3, McLaren M2B, McLaren M4B og McLaren M5A biler).

### Sponsoreringstid - fra 1968
I foråret 1968 blev sponsorater, som allerede var blevet brugt i USA i nogle år, også tilladt i international racing. Team Gunston, et sydafrikansk privathold, var det første Formel 1-team, der malede deres biler i deres sponsorers farver, da de tilmeldte en privat Brabham med John Love som kører, malet i farverne på Gunston-cigaretter, i det sydafrikanske Grand Prix i 1968. I det næste løb, det spanske Grand Prix fra 1968, blev Team Lotus det første fabriksteam, der fulgte dette eksempel, med Graham Hills Lotus 49B som blev tilmeldt i de røde, guld-og hvide farver i Imperial Tobacco's Gold Leaf-mærke. Britiske Racing Green forsvandt snart fra bilerne på de britiske hold.
FIA holdt op med at benytte de gamle farver i de fleste racerdiscipliner i 1970'erne.

### Samtidig brug
De traditionelle farver bruges stadig af bilproducenter og hold, der ønsker at fremhæve deres racetraditioner, især af italienske, britiske og tyske producenter.
Rosso Corsa benyttes stadig af de italienske bilproducenter Ferrari og Alfa Romeo.
Siden 1990'erne er andre traditionelle farver dukket op igen, såsom de britiske racinggrønne Formel 1-biler fra Jaguar Racing og Aston Martin- sportsvogne og den hvide Formel 1-racer fra BMW Sauber . Tyske producenter som Mercedes-Benz og Audi (Auto Union) brugte sølvmaling, da de vendte tilbage til international racing i 1990'erne. Mange konceptbiler følger de traditionelle farveskemaer, og mange amatørkører foretrækker dem også.
Sponsoraftaler respekterer ofte de traditionelle farver. For eksempel har Ferrari haft store sponsorer, der også bruger røde farver, f.eks. Marlboro og Santander. I modsætning hertil, da tobaksfirmaet West sponsorerede McLaren i 1990'erne og 2000'erne, brugte de ikke deres egne farver, men sølvfarven fra Mercedes. I en omvendt situation har Subaru fortsat med at bruge blå og gule farver efter at deres '555'-sponsoraftale sluttede.
Nogle bilproducenter bruger farver, der er forskellige fra det traditionelle farveskema. For eksempel har Citroën traditionelt brugt rød, Renault og Opel har brugt gul og sort, og Volkswagen har brugt blå og hvid.
Nations Cup, som som blev kørt 1990 – 1998, var en mærkeserie, hvor ca. 20 nationale hold var repræsenteret.
Den årlige A1 Grand Prix-serie, som blev kørt 2005 – 2009 blev kørt med nationale hold, der kørte identiske biler med forskellige farvekombinationer. Oprindeligt var de fleste farvekombinationer baseret på de respektive nationers flag. Nogle hold med forskellige traditionelle sportsfarver har efterfølgende skiftet farver, f.eks. 'A1 Team Australia' og 'A1 Team India'. De gamle nationale racingfarver var ikke så populære blandt disse hold.
Hondas Type-R biler sælges i 'Championship White' (Honda farvekode NH0), der svarer til den originale hvide, der prydede Hondas første Formel 1 bil (Honda RA272) kørt af Richie Ginther, der sikrede Hondas første Formel 1 sejr i det Mexicanske Grand Prix, 1965 .

## Historiske farver

### Større konkurrenter
Nedenstående farvekombinationer har holdt sig igennem tiderne og er også almindeligt kendt uden for international Grand Prix racing.
| Kode | Land           | Karossseri                                                                | Numre | Mærker / Hold                                                                               |
| ---- | -------------- | ------------------------------------------------------------------------- | ----- | ------------------------------------------------------------------------------------------- |
| D    | Tyskland       | Hvid                                                                      | Rød   | Benz, Mercedes, BMW, Porsche, Audi                                                          |
| D    | Tyskland       | Sølv eller metal (Sølvpilene)                                             | Rød   | Mercedes-Benz, Auto Union, Veritas, Borgward, EMW, Porsche, Audi                            |
| F    | Frankrig       | Blå (Bleu de France)                                                      | Hvid  | Delage, Bugatti, Talbot, Delahaye, Matra, Panhard, Alpine, Gordini, Peugeot, Ballot, Ligier |
| GB   | Storbritannien | Grøn (Britisk Racing Green)                                               | Hvid  | Jaguar, Vanwall, Cooper, Lotus, Brabham, BRM, Bentley, Aston Martin, MG, Caterham           |
| I    | Italien        | Rød (Rosso corsa)                                                         | Hvid  | Alfa Romeo, Maserati, Ferrari, Lancia, Abarth, OSCA, Officine Meccaniche                    |
| J    | Japan          | Hvid med rød "sol"                                                        | Sort  | Honda, Nissan, Toyota, Super Aguri                                                          |
| USA  | USA            | Hvide, blå langsgående striber ("Cunningham racing stripes"), blå chassis | Blå   | Cunningham, Ford, NART, Shelby, Chaparral, Hendrick                                         |
| USA  | USA            | Blå (Imperialblå), hvide langsgående striber, hvidt chassis               | Hvid  | AAR Eagle, Ford, Shelby, Scarab, Chevrolet, Hendrick                                        |

### National liste
Følgende farvekombinationer er blevet vedtaget for nedenstående lande på forskellige tidspunkter:    
| Code | Country         | Karosseri                                                                                              | Kølerhjelm                                                                                             | Andre farver | Numre                          | Illustreret eksempel |
| ---- | --------------- | --- | --- | --- | ------------------------------ | -------------------- |
| A    | Østrig          | Blå | Blå | | Sort på hvid                   |                      |
| ARG  | Argentina       | Blå | Gul | Chassis: Sort | Rød på hvid                    |                      |
| AUS  | Australien      | Grøn                                                                                                   | Guld                                                                                                   | Blå | Sort                           |                      |
| B    | Belgien         | Gul | Gul | | Sort                           |                      |
| BR   | Brasilien       | Lys gul                                                                                                | Lys gul                                                                                                | Chassis/hjul: Grøn Nogle brasilianske biler havde langsgående grønne striber | Sort                           |                      |
| BUL  | Bulgarien       | Grøn                                                                                                   | Hvid                                                                                                   | | Rød på hvid                    |                      |
| C    | Cuba            | Gul | Sort                                                                                                   | | Sort på hvid                   |                      |
| CDN  | Canada          | De traditional farver er British Racing Green med to langsgående hvide striber (4" bred og 6" afstand) | De traditional farver er British Racing Green med to langsgående hvide striber (4" bred og 6" afstand) | Efter at det canadiske flag blev valgt i 1965 blev det populært med røde biler med hvide langsgående striber                                                                    | Sort                           |                      |
| CH   | Schweiz         | Rød | Hvid                                                                                                   | | Sort                           |                      |
| CS   | Tjekkoslovakiet | Hvid                                                                                                   | Blå/hvid                                                                                               | Chassis: Rød | Blå                            |                      |
| D    | Tyskland        | Hvid                                                                                                   | Hvid                                                                                                   | Metal, 'Sølvpilene' | Rød                            |                      |
| DK   | Danmark         | Sølvgrå                                                                                                | Sølvgrå                                                                                                | Dannebrog på langs af kølerhjelm | Rød på hvid                    |                      |
| E    | Spanien         | Rød | Gul | Chassis/fjedre: Rød | Sort på gul eller hvid på rød  |                      |
| ET   | Egypten         | Lys violet                                                                                             | Lys violet                                                                                             | | Rød på hvid                    |                      |
| F    | Frankrig        | Blå | Blå | | Hvid                           |                      |
| FIN  | Finland         | Hvid                                                                                                   | Hvid                                                                                                   | Tre striber på kølerhjelm som danner et latinerkors | Sort på hvid                   |                      |
| GB   | Storbritannien  | Grøn                                                                                                   | Grøn                                                                                                   | Den skotske kører Rob Walker brugte mørk blå med hvid snude og Ecurie Ecosse brugte også den mørke blå; the Arrol Johnston-holdet (pre-1. verdenskrig) brugte en blå skotsktern | Hvid                           |                      |
| GR   | Grækenland      | Lys blå                                                                                                | Lys blå                                                                                                | To hvide langsgående striber | Sort på hvid                   |                      |
| H    | Ungarn          | Front: Hvid Bag: Grøn                                                                                  | Rød | | Sort                           |                      |
| HJK  | Jordan          | Brun                                                                                                   | Brun                                                                                                   | | Sort på hvid                   |                      |
| I    | Italien         | Rød | Rød | | Hvid                           |                      |
| IRL  | Irland          | Grøn                                                                                                   | Grøn                                                                                                   | Orange, horisontalt bånd hele vejen rundt | Hvid                           |                      |
| J    | Japan           | Elfenbenshvid                                                                                          | Elfenbenshvid                                                                                          | Rød cirkel på motorhjelm | Hvid på sort                   |                      |
| L    | Luxembourg      | Langsgående tricolore (rød/hvid/blå)                                                                   | Langsgående tricolore (rød/hvid/blå)                                                                   | Langsgående tricolore (rød/hvid/blå) | Sort på hvid                   |                      |
| MAS  | Malaysia        | Gul | Gul | Hvid | Sort på hvid/sort              |                      |
| MC   | Monaco          | Hvid                                                                                                   | Hvid                                                                                                   | Rødt, horisontalt bånd hele vejen rundt | Sort på hvid                   |                      |
| MEX  | Mexico          | Guld                                                                                                   | Guld                                                                                                   | Forskellige designs i kongeblå, ikke kun X på kølerhjelm | Sort på hvid, ikke rød på hvid |                      |
| NL   | Holland         | Orange                                                                                                 | Orange                                                                                                 | | Hvid                           |                      |
| NZ   | New Zealand     | Grøn og sølv                                                                                           | Grøn og sølv                                                                                           | Sort og sølv |                                |                      |
| PHI  | Filippinerne    | Rød | Blå | Rød |                                |                      |
| P    | Portugal        | Rød | Rød | Chassis: Hvid | Hvid                           |                      |
| PL   | Polen           | Hvid                                                                                                   | Hvid                                                                                                   | Chassis: Rød | Rød på hvid                    |                      |
| RCH  | Chile           | Rød | Blå | Chassis: Hvid | Blå/rød eller rød på hvid      |                      |
| RO   | Rumænien        | Navy blå                                                                                               | Navy blå                                                                                               | Chassis: Rød | Gul                            |                      |
| RUS  | Rusland         | Gul | Gul | Rød i sovjet-perioden | Sort                           |                      |
| S    | Sverige         | Blå bund, gul top, 3 tværgående striber på kølerjhjelm                                                 | Blå bund, gul top, 3 tværgående striber på kølerjhjelm                                                 | Blå bund, gul top, 3 tværgående striber på kølerjhjelm | Hvid                           |                      |
| T    | Thailand        | Lys blå med gul vandret stribe på karosse og kølerhjelm                                                | Lys blå med gul vandret stribe på karosse og kølerhjelm                                                | Hjul: lys gul | Hvid på blå                    |                      |
| U    | Uruguay         | Lys blå med bred rød stribe på den nederste del af kølerhjelm                                          | Lys blå med bred rød stribe på den nederste del af kølerhjelm                                          | Lys blå med bred rød stribe på den nederste del af kølerhjelm | Hvid på sort                   |                      |
| USA  | USA             | Hvid med langsgående blå striber                                                                       | Hvid med langsgående blå striber                                                                       | Chassis: blå | Blå på hvid                    |                      |
| ZA   | Sydafrika       | Guld                                                                                                   | Grøn                                                                                                   | | Sort på gul                    |                      |

## Yderligere læsning
- Davey, Keith Davey (1969). The encyclopaedia of motor racing. Anthony Pritchard. D. McKay Co.

## Eksterne links
- "The colour in racing". Road & Track. 1960. http://www.miata.net/misc/racecolor.html